# إتش جون بنيامين
إتش جون بنيامين (بالإنجليزية: H. Jon Benjamin)‏ مواليد 23 مايو 1966 في وستر، ماساتشوستس، الولايات المتحدة، هو ممثل أمريكي.

## الأعمال
- العشرة
- 22 شارع جامب
- الجنس والمدينة
- فاميلي غاي
- أميريكان داد!
- سوبورغاتوري
- ويت هوت أميريكان سمر:فيرست داي أو كامب
- اعلانات أربيز

## وصلات خارجية
- إتش جون بنيامين على موقع IMDb (الإنجليزية)
- إتش جون بنيامين على موقع ألو سيني (الفرنسية)
- إتش جون بنيامين على موقع ميوزك برينز (الإنجليزية)
- إتش جون بنيامين على موقع أول موفي (الإنجليزية)
- إتش جون بنيامين على موقع إن إن دي بي (الإنجليزية)
- إتش جون بنيامين على موقع ديسكوغز (الإنجليزية)
- إتش جون بنيامين على موقع قاعدة بيانات الفيلم (الإنجليزية)
- إتش جون بنيامين على موقع كينوبويسك (الروسية)